# Pompeo Zambeccari
Pompeo Zambeccari (Bolonha, 1518 - L'Aquila, 8 de agosto de 1571) foi um diplomata e prelado italiano da Igreja Católica, bispo das Dioceses de Valva e Sulmona que serviu como núncio apostólico em Portugal.

## Biografia
O pai, Giacomo, que pertencia a uma das famílias mais proeminentes, mudou-se para Roma na segunda década do século XVI e exerceu atividades econômicas de amplo alcance, desde o comércio até a administração de campos cultivados. Do casamento com Alfonsina Passamonti, do parentesco com os Colonnas e sobretudo da vontade de se apropriar do patrimônio fundiário destes (ainda que com pactum redimendi), obteve um conjunto substancial, ainda que fragmentado, de feudos e terras: Sambuci, Arsoli, Montecompatri, Cave, a Dogana di Tagliacozzo, além de muitas outras quintas e terrenos próprios e alugados, geridos com um método empresarial. Giacomo foi também o empreiteiro das salinas de Ostia.
Faz a tonsura (então ingressou no clero) aos 12 anos e, apoiado pela família Colonna, em 1531, foi nomeado abade do mosteiro beneditino de S. Maria di Bominaco, cerca de 30 km ao sul de L'Aquila. Ele também recebeu os rendimentos da Abadia de Santo Spirito d'Ocre. Depois de obter o título de abade comendatário de Santo Spirito in Aquila e comendatário perpétuo de Santo Spirito in Sassia em Roma, estudou direito e se formou em 1541 in utroque iure na Universidade de Bolonha. Retornando a Roma em 1542, foi eleito pelo Senado de Roma entre os reformadores da La Sapienza, ou seja, um dos quatro responsáveis pela administração da Escola. Ingressou na Accademia Romana onde conheceu e foi estimado pelos humanistas da cidade. Nesse ínterim, entrou ao serviço do cardeal Alessandro Farnese, cardeal-sobrinho do Papa Paulo III, e por isso foi nomeado deputado da Abadia de Farfa. Ele assumiu o cargo de editor das atas dos atos da Chancelaria Apostólica, que estava sob a condução de Farnese.

## Episcopado
Então, depois de um tempo como tenente-abade de Farfa e como visitante da diocese de Monreale, também nomeado protonotário apostólico em 20 de junho de 1536, foi nomeado bispo de Valva e Sulmona, em 1 de julho de 1547. Foi consagrado pelo cardeal legado de Bolonha Giovanni Girolamo Morone, em 3 de abril de 1548, no Mosteiro de Corpus Domini de Bolonha; no entanto, ele não foi para a Sé. De fato, na própria Bolonha, após a votação da assembleia em 11 de abril de 1547, o Concílio de Trento havia se mudado.
Paulo III, diante dos protestos do imperador Carlos V, precisava de uma grande participação e Zambeccari, o prelado doméstico do papa, rapidamente se juntou. Lá teria residido até a suspensão das obras, porém de pouca importância, no início de setembro de 1549. Em Bolonha, Zambeccari teve, no entanto, a oportunidade de aprofundar o legado de Giovanni Maria Ciocchi Del Monte. Foi este último que sucedeu a Paulo III (que morreu em 10 de novembro de 1549) e determinou o ponto de virada em sua carreira. De fato, tendo ascendido ao trono em 7 de fevereiro de 1550 com o nome de Júlio III, já o nomeou núncio apostólico em Portugal em 4 de março.

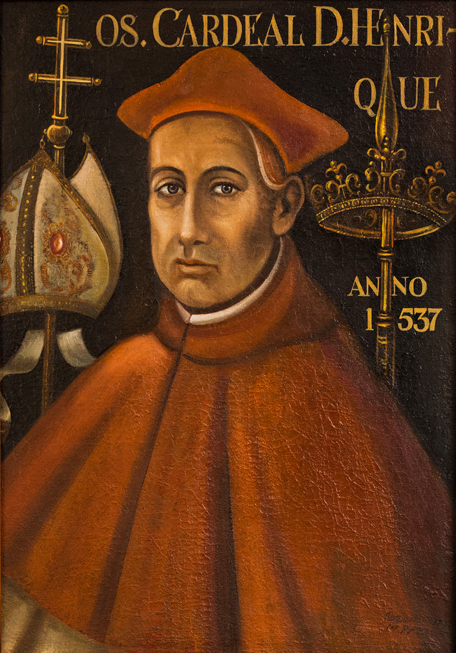
Cardeal Henrique de Portugal, que durante a nunciatura portuguesa de Zambeccari, costurou sua nomeação como legado no reino.

Zambeccari chegou a Lisboa no final de junho de 1550. Depois de receber informações e entregas de seu antecessor Giovanni Ricci de Montepulciano, assumiu o cargo, que incluía também a gestão do acervo do Reino. As instruções que lhe foram dadas não estão disponíveis, nem a lista das suas faculdades: não deveriam ter sido limitadas se, juntamente com o cardeal-infante Henrique de Portugal, pudesse dar ao juiz civil do Funchal, na ilha da Madeira, o autoridade para proceder contra todos os crimes, tanto da jurisdição eclesiástica ordinária como da competência do Santo Ofício. Em 1551, Júlio III ordenava-lhe que fizesse uma inquirição canônica sobre a vida e os milagres de Gonçalo de Amarante. Nesse mesmo ano, Álvaro Gomes, sacristão da capela real e pregador da corte, publicou o seu pequeno tratado De coniugio regis Anglie cum relicta fratis sui, graças à ajuda do núncio.
Neste período, foram poucas as trocas de correspondências entre Lisboa e Roma, talvez pelo fato de Júlio III não ter dado tanta importância estratégica a Portugal, em detrimento das relações com Espanha e França. É possível que Zambeccari tenha chegado a Portugal sem instruções precisas sobre a sua missão, que ele era dotado de uma extrema capacidade de observação mas com pouca imaginação e habilidade política, qualidades imprescindíveis a um diplomata. A escolha de um indivíduo para a nunciatura portuguesa a quem faltavam essas aptidões também revelava o quanto secundário estava cargo na escala de prioridades do papa.
Na Primavera de 1552, quando o Concílio de Trento se encontrava suspenso, Zambeccari teve uma audiência com Dom João III na qual se discutiu a aplicação dos decretos da reforma, saídos do concílio, no reino português. No final desse ano, o núncio se lamentava de passar um ano sem notícias de Roma. Quando o cardeal Dom Henrique se deslocou à Santa Sé para negociar a criação de uma legação vitalícia em seu favor, Zambeccari foi deixado à margem das negociações.
Assim, em 8 de novembro de 1553, Giovanni Francesco Canobio chegava a Lisboa, destinado a substituir Zambeccari como representante da Santa Sé em Portugal. Vinha como coletor apostólico e trazia a bula que nomeava o cardeal Dom Henrique legado vitalício da Sé apostólica nos territórios portugueses. Em 25 de novembro, estava de partida de Portugal, atravessando a fronteira por norte, rumo à Galiza.
Tentou, sem esperança de sucesso, ver concluída sua trajetória rumo ao cardinalato. Rejeitou violentamente o plano do próprio Papa Júlio III, que o acusou mesmo dos gastos excessivos para a construção de um edifício na Piazza Santi Apostoli em Roma, Zambeccari cuidou primeiro de reorganizar o patrimônio familiar arruinado (especialmente devido à inação de seu irmãos Carlo e Alessandro), depois foi para sua diocese. Ele entrou solenemente em Sulmona em 16 de setembro de 1554.
Durante o pontificado do Papa Marcelo II, foi nomeado núncio e comissário para receber a embaixada de Dom Filipe II e de Maria Tudor. Esta foi a sua última missão protocolar feita para a corte pontifícia. No decorrer de 1556, deixou Roma, sob as ameaças do novo papa, Paulo IV, contra os bispos que se encontravam na cidade sem exercerem nenhum cargo oficial. Era o caso de Zambeccari que acabou por se refugiar em Parma, na casa do cardeal Alessandro Farnese.
Reiniciado o Concílio, chegou a Trento em 17 de janeiro de 1562. Embora não tenha participado nas principais discussões de matéria doutrinal e disciplinar, foi quem recebeu oficialmente o embaixador português, Dom Fernando Martins de Mascarenhas.
Nas sessões subsequentes do Concílio distinguiu-se pela sua resistência às tentativas mais radicais de instituir a obrigatoriedade de residência dos bispos como iure divino. Em outras ocasiões, porém, atuou como mediador competente entre as diversas posições. Um memorial seu sobre a integridade da jurisdição eclesiástica contra a intervenção abusiva das autoridades seculares e outros elementos exteriores à hierarquia religiosa, datado entre março e abril de 1563, foi a base de dois projetos que encontraram a oposição vibrante do rei da França Carlos IX e de o imperador Fernando I. No entanto, celebrou a missa de abertura da última sessão, em 3 de dezembro de 1563.
Terminada a sua participação no concílio, regressou à sua diocese de Sulmona. Dedicou-se, nos anos seguintes, ao restauro do palácio episcopal, com grande suntuosidade. Porém, quando morre o cardeal frei Girolamo Seripando, O.S.A., regressou a Trento, na tentativa de conseguir a sucessão na arquidiocese de Salerno. Anos mais tarde, tentou também obter um cargo de clérigo na Câmara Apostólica, cargo que venal que contou com o apoio financeiro dos cardeais Farnese e Ricci, mas insuficiente. Em ambos intentos, não teve sucesso.

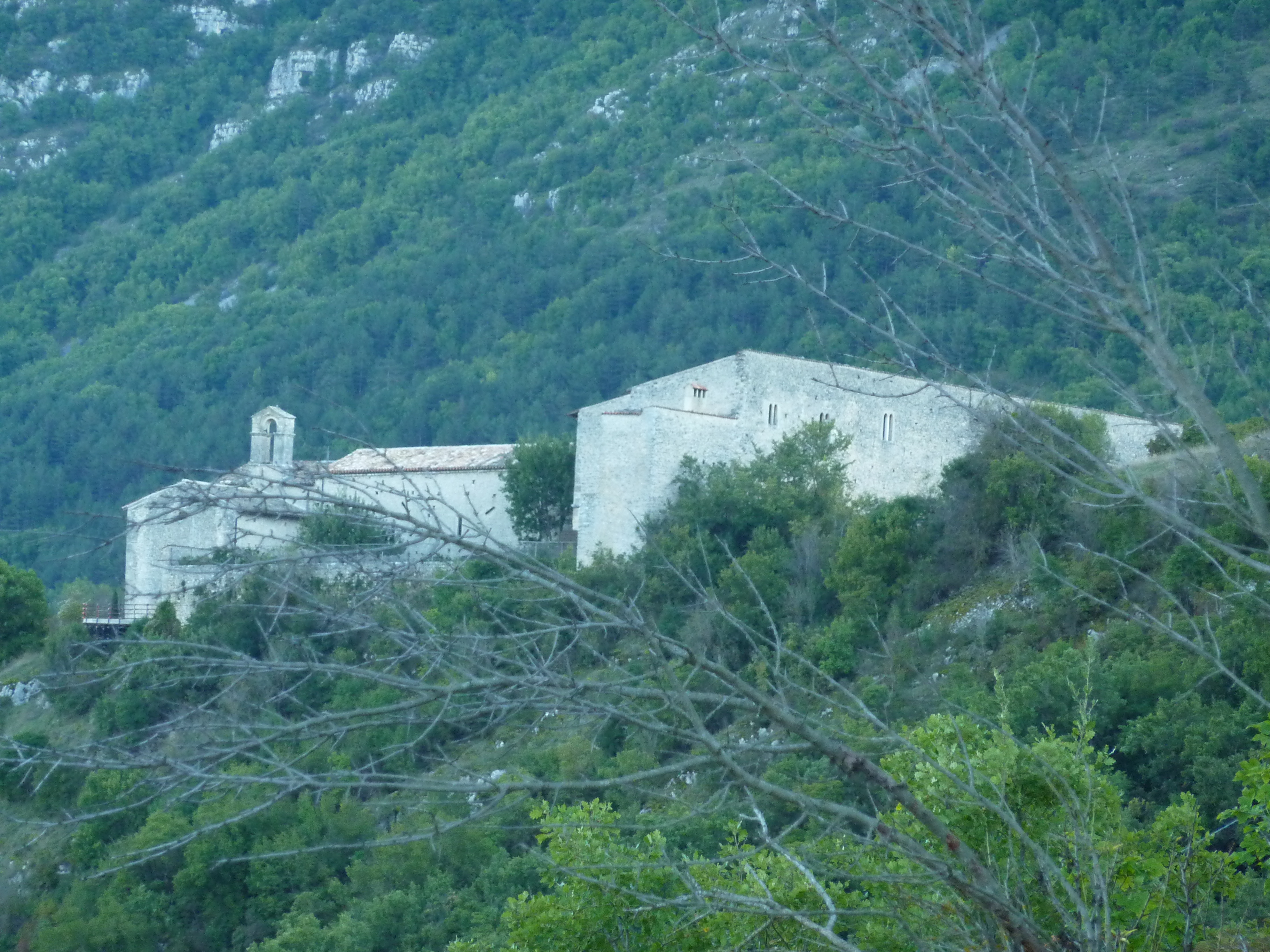
Abadia de Santo Spirito d'Ocre, onde Zambeccari foi abade comendatário e sepultado.

Em 20 de abril de 1571 Zambeccari ditava o seu testamento em Sulmona. Escolhia como sepultura a capela dos seus pais na Basílica dos Santos Doze Apóstolos, em Roma. Apesar dos cuidados no testamento, a fortuna da sua família, após a sua morte, acabaria por se arruinar.
Morreu em L'Aquila em 8 de agosto de 1571 e foi enterrado em sua Abadia de Santo Spirito d'Ocre, apesar de seu testamento dispor de outra decisão.
Teve um filho natural, Lepido, nascido em Sulmona do relacionamento com uma freira professa da família Malvezzi e falecido em 28 de janeiro de 1609. Ele foi lembrado em seu testamento, mas apenas como o último da linha de sucessão (que colocou seu irmão Giacomo e seus filhos). Mudando-se para Florença, foi camareiro do Grão-Duque Ferdinando de' Medici.